# Stazione di Fontana Liri Inferiore
La stazione di Fontana Liri Inferiore è una fermata ferroviaria della ferrovia Avezzano-Roccasecca. A seguito della soppressione della fermata principale di Fontana Liri, avvenuta nel 2012, è l'unico scalo a servizio del comune di Fontana Liri.

## Storia
La fermata di Fontana Liri Inferiore venne attivata il 21 aprile 1938.

## Strutture e impianti
Nell'estate del 2022 la Stazione, insieme all'intera linea, è stata interessata da lavori di rinnovo dell'armamento e attrezzaggio propedeutico per l'installazione del sistema di segnalamento di ultima generazione di tipo ETCS Regional livello 2/3, che verrà ultimato negli anni successivi.